# Fabrica Nacional de Motores
Fabrica Nacional de Motores (FNM; с порт. — «Национальная фабрика моторов») — автомобилестроительная компания Бразилии, существовавшая с 1942 по 1988 год. Начинала свою деятельность с производства итальянских грузовых автомобилей по лицензии, позже выпускала автомобили Alfa Romeo для южноамериканского рынка.

## История

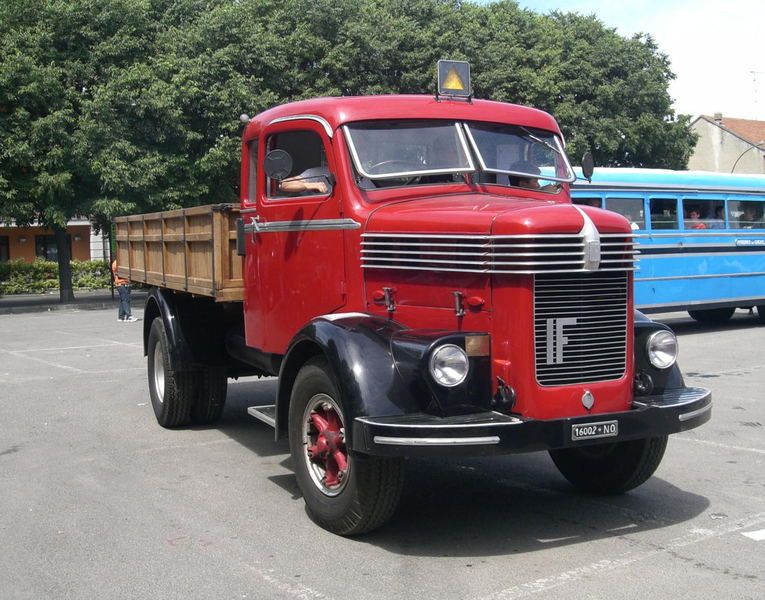
Isotta Fraschini D80

В 1940 году во время правления бразильского президента Жетулиу Дорнелиса Варгаса в стране был взят курс на индустриализацию.
В местечке Дуки-ди-Кашиас было принято решение о строительстве завода по производству авиационных двигателей. Новое предприятие, названное Fabrica Nacional de Motores (FNM), было основано генералом Эдмунду Соаресом и бригадным генералом Антониу Муницем в июне 1942 года. Лицензия на производство двигателей для тренировочных самолётов была куплена у американской компании Curtiss-Wright. Планировалось расширить ассортимент продукции, в том числе и военного назначения, поскольку Бразилия одна из немногих южноамериканских стран вступила во Вторую мировую войну и поддерживала страны антигитлеровской коалиции.

### Сотрудничество с Alfa Romeo
Завод был введён в строй в 1946 году. Однако война закончилась, и надобность в авиационных двигателях фактически отпала. Поэтому в первые послевоенные годы завод освоил производство товаров народного потребления: бытовые холодильники, велосипеды и пр. В январе 1949 года был подписан контракт с итальянской автомобильной и моторостроительной компанией Isotta Fraschini, дела у которой в послевоенное время становились всё хуже. В Бразилии начали производство грузовиков этой марки, модели D-7300 и под собственной маркой FNM. Однако производство этих грузовиков продержалось недолго, поскольку Isotta Fraschini практически прекратила свою деятельность. Бразильцы стали срочно искать нового партнёра и нашли его в лице компании Alfa Romeo, которая в то время выпускала не только спортивные автомобили, но и грузовики, шасси для троллейбусов и автобусов.

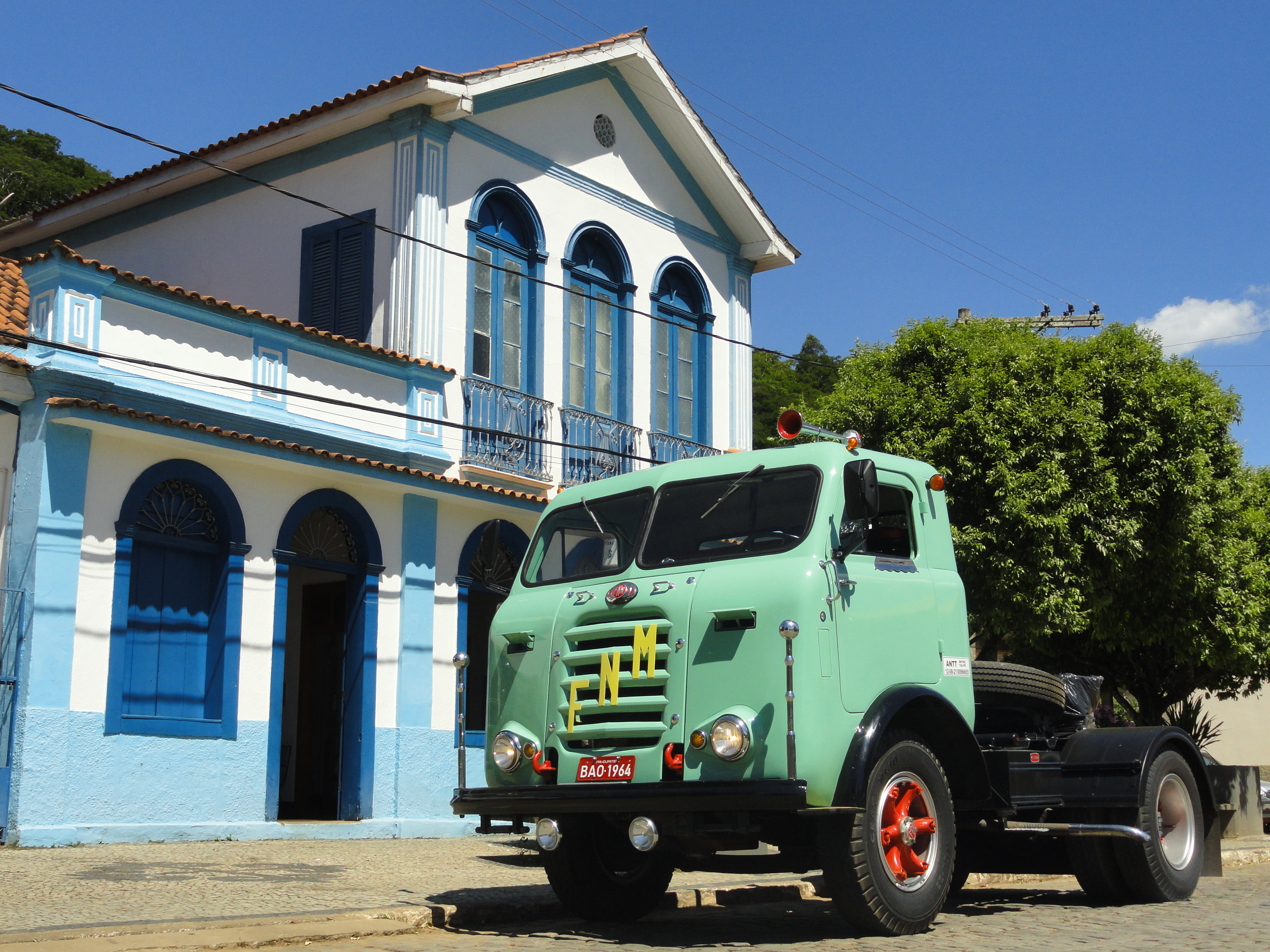
FNM D-11000 1964

Пока компания закреплялась на рынке, в 1957 году стартовал ещё один проект: была основана фирма FABRAL (Fabrica Brasileira de Automovies Alfa с порт. — «Бразильская фабрика автомобилей Alfa»), основателем которой являлась промышленная группа Grupo Matarazzo инициаторов с итальянской стороны выступал Стефано Сальветти сын основателя компании Alfa Romeo. Компания должна была начать производство легковых автомобилей. Единственной моделью, которая должна была бы выходить с конвейера только что построенного завода в городе Жакареи была FABRAL 102B — клон Alfa Romeo 2000. Вначале планировался выпуск 3 тысяч автомобилей в год, позже 10 тысяч. Однако владельцы Grupo Matarazzo засомневались в рынке сбыта, поскольку Бразилия в то время не была богатой страной и совсем не многие могли бы позволить себе автомобиль бизнес-класса. Проект нашёл поддержку со стороны президента страны Жуселину Кубечика: FABRAL была взята под государственный контроль и объединена с фирмой FNM, и легковые автомобили стали выпускать под этой же маркой.

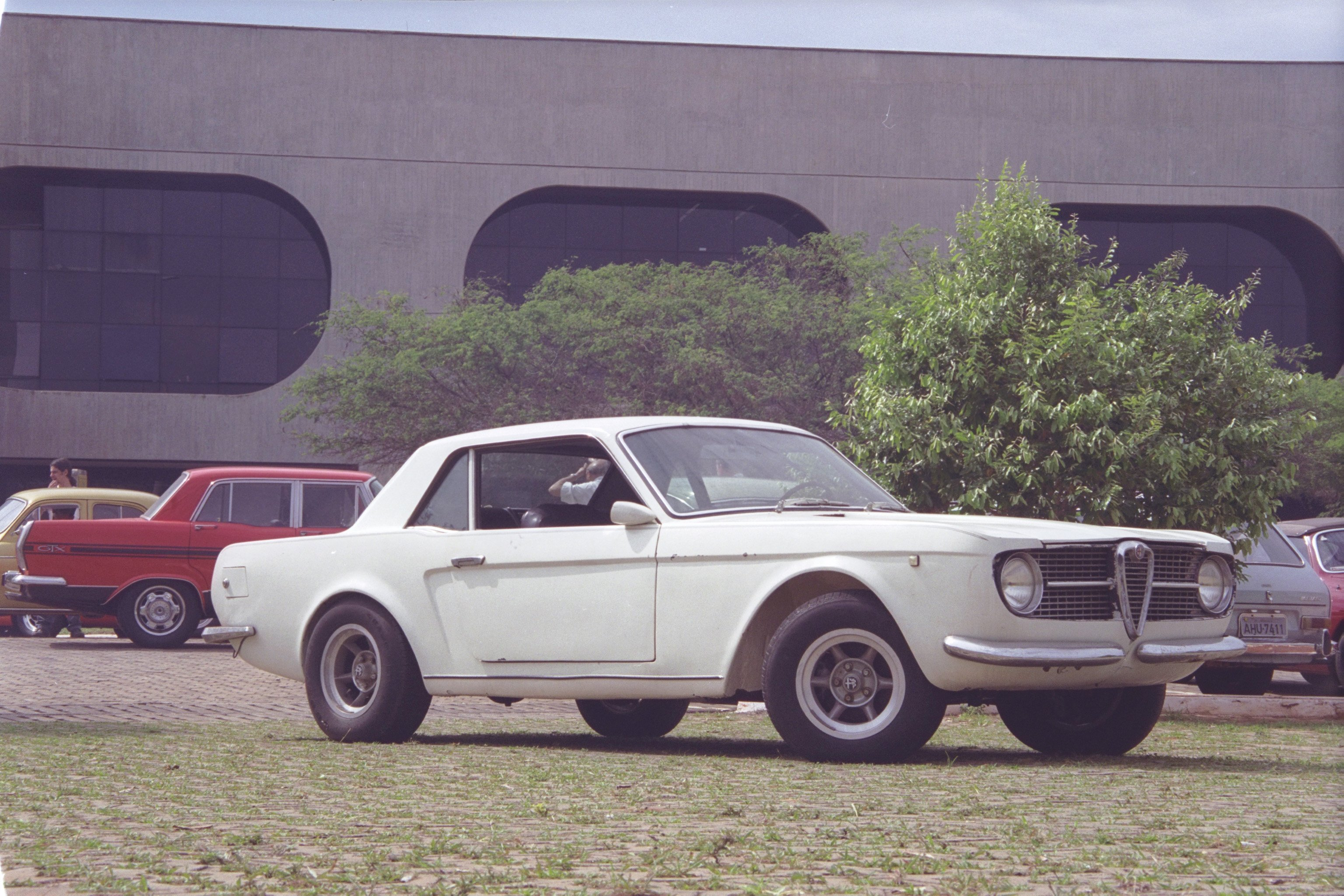
FNM Onca 1966

В 1960 году компания представила свой первый автомобиль FNM 2000 «Duemila» клон итальянского Alfa Romeo 1900. Бразильский вариант отличался не только другим названием, но и более слабым мотором мощностью в 95 л. с. В 1961 году автомобиль к своему названию получил две литеры JK — инициалы президента. Первоначально автомобили собирались практически полностью из машинокомплектов поставляемых из Италии, но к 1965 году доля местных комплектующих уже составляла 82 %. Параллельно этому компания продолжала выпуск нужных стране грузовиков — модели серии D-11000, которую в 1960-х годах сменила модель 210.
В 1966 году компания представила новую модель — спортивное купе Onca (с порт. — «Ягуар»). Дизайн кузова автомобиля напоминал американские маскл-кары Ford Mustang. Автором кузова выступил Хенаро Мальцони, который ранее построил спортивный автомобиль GT Malzoni. Стеклопластиковый кузов изготавливался вручную на предприятии Мальцоне в Сан-Паулу. Салон купе был только из кожи, динамические качества Ягуара были слабее, чем у североамериканского Мустанга. Всего с 1966 по 1968 год было построено лишь 8 экземпляров.

### Под контролем Alfa Romeo
В 1968 году контрольный пакет акций FNM был продан её партнёру — компании Alfa Romeo — за 36 млн долларов. В связи с этим изменился и логотип компании. Вместо больших литер FNM, он стал похожим на логотип Аlfa Romeo, но имея при этом национальные цвета бразильцев: синий, зелёный и жёлтый. В том же году была представлена обновлённая модель 2150 с 5-ступенчатой коробкой передач и с мотором объёмом 2130 см³. и мощностью 125 л. с. Настоящей новинкой 1971 года стало спортивное купе FNM Furia GT 2150, построенное на узлах и агрегатах серийной модели конструктором Тони Бианко, владельцем компании Furia Auto Esporte Ltd. Автомобиль стал настоящим эксклюзивом, поскольку было построено всего несколько экземпляров, и выступил больше в роли рекламного, демонстрируя продукцию и возможности FNM.

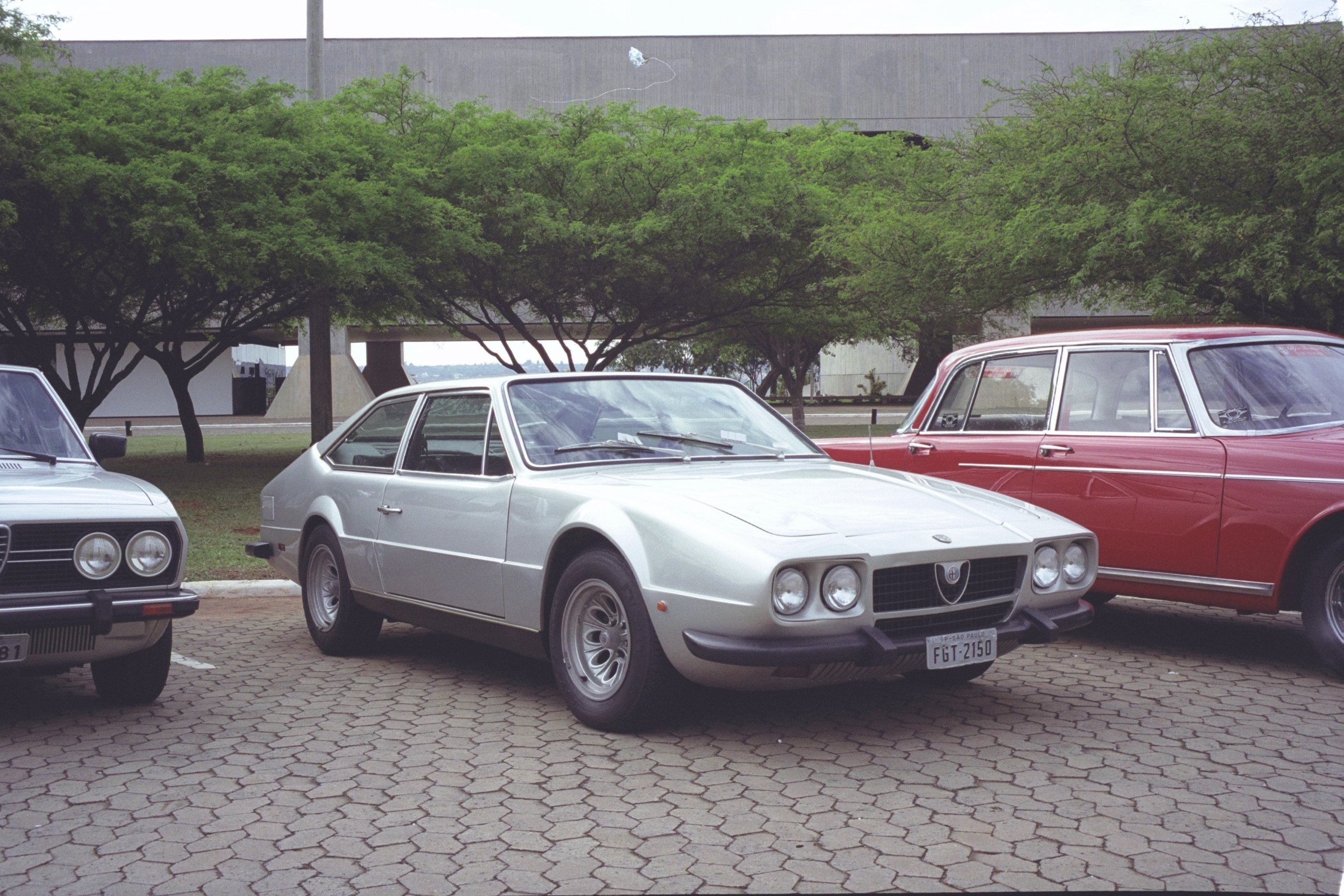
FNM Furia GT 2150 1971

В 1973 году Alfa Romeo продала свое бразильское грузовое отделение группе FIAT. Грузовые автомобили FNM выпускались под собственной маркой до 1978 года. В сегменте легковой продукции компании появилась модель 2300, которая выпускалась в Бразилии не только под брендом FNM, но и под собственным итальянским. В 1970-е годы продукция компании постоянно модернизировалась.
В 1981 году FNM попыталась выйти на европейский рынок. Немецкий дилер закупил 10 тысяч автомобилей с форсированными до 163 л. с. двигателями. Автомобили планировали продавать под названием Alfa Romeo 2300 Rio в Германии и Швейцарии, однако из-за бюрократических проблем привезённые автомобили простояли в порту четыре года и только потом 600 автомобилей смогли отправить в Нидерланды. Оставшиеся в Германии автомобили пустили в основном на запчасти. В Нидерландах автомобили брали неохотно, несмотря на то, что их цена была в три раза меньше реальной.
Не лучшая судьба ждала и саму компанию. Несмотря на ряд попыток омоложения продукции путём модернизации, в 1986 году модели серии 2300 были сняты с производства. В 1988 году легковое отделение FNM было передано концерну IVECO после чего на площадях фирмы начали собирать коммерческие автомобили Fiat Ducato и IVECO Daily. Марка FNM ушла в небытие.

## Модели компании

### Грузовые
- D-7300
- D-9500
- D-11000

### Легковые
- FNM 2000 JK 1960
- FNM Onca 1966
- FNM 2000 TiMB 1966
- FNM 2150 1969-72
- Alfa Romeo 2300 1974
- Alfa Romeo 2300 B 1977
- Alfa Romeo 2300 ti 1978
- Alfa Romeo 2300 si 1980
- Alfa Romeo 2300 ti4 1980-86